# BMW 801
El BMW 801 era un motor d'avió radial de catorze cilindres refrigerat per aire, desenvolupat per BMW des del 1938.

## Història
Els enginyers superiors de la BMW Sachse i Bruckmann van dissenyar el 1936 un motor molt més avançat que el 139 per substituir-lo. La producció en sèrie va començar el 1940 a la fàbrica de motors d'avions BMW a Eisenach i es van arribar a desenvolupar 22 variants, de les quals onze es van construir en sèrie.

## Descripció
El BMW 801 era un motor radial amb dues fileres de set cilindres cada una. Els cilindres tenien una calibre de 156 mil·límetres, donant una cilindrada de 41,8 litres. La refrigeració es feia amb aire forçat per un ventilador de refrigeració d'aliatge de magnesi, de 10 pales en els models inicials, però de 12 pales en la majoria dels motors. El ventilador girava a 1,72 vegades la velocitat del cigonyal (3,17 vegades la velocitat de l'hèlix). L'aire del ventilador s'enviava al centre del motor davant del mecanisme de transmissió de l'hèlix, i la forma de la carcassa i del propi motor portaven l'aire al voltant dels cilindres. Un conjunt de ranures a la part posterior del carenat permetien escapar l'aire calent. Això va proporcionar una refrigeració efectiva tot i que a un cost d'uns 70 CV (51,5 kW) necessaris per fer girar el ventilador quan l'aeronau estava a baixa velocitat. Per sobre dels 270 km/h, el ventilador absorbia poca potència directament ja que l'efecte buit del flux d'aire passant per les sortides d'aire proporcionava el cabal necessari.
El BMW 801 utilitzava un sistema relativament complex, integrat al sistema de carenat, per refrigerar l'oli lubricant. Al davant del ventilador es va incorporar un radiador per l'oli en forma d'anell. La porció externa del nucli del radiador d'oli estava en contacte amb la xapa principal del carenat, per actuar, possiblement, com a dissipador de calor. Internament, estava envoltat amb una peça metàl·lica que formava una secció en forma de C que desviava part del flux d'aire generat pel ventilador al voltant de radiador d'oli. Regulant l'obertura endavant o endarrere de la secció es regulava la temperatura de l'oli. Aquesta disposició del radiador d'oli al voltant del frontal del carenat li permetia reduir l'arrossegament aerodinàmic i al mateix temps permetia de refrigerar l'oli quan l'avió estava estacionat.
El BMW 801 va ser un dels primers motors d'avió amb funcionament d'una sola palanca: un dispositiu de comandament Kommandogerät establia automàticament tots els paràmetres (com ara la temporització d'encesa, l'obertura de la vàlvula d'acceleració, la quantitat d'injecció, l'ajustament del pas de l'hèlix) com un ordinador analògic-mecànic-hidràulic i s'ajustaven quan el pilot actuava sobre la palanca del selector de potència per augmentar o disminuir la velocitat de l'aeronau. Com que no s'havia d'operar cap més palanca per a ajustar la barreja aire/combustible i el pas de l'hèlix, es reduïa la càrrega de treball del pilot per operar el motor i es va reduir el risc de funcionament incorrecte. La bomba d'injecció, també controlada pel dispositiu de comandament, va ser desenvolupada per l'empresa basada a Múnic, Friedrich Deckel.

## Variants
BMW 801A,B,C
1,560 PS (1,539 CV, 1,147 kW)
BMW 801D,G,H
1,700 PS (1,677 CV, 1,250 kW)
BMW 801E,S
2,000 PS (1,973 CV, 1,471 kW)
BMW 801F
2,400 PS (2,367 CV, 1,765 kW), No havia passat de la fase de desenvolupament al final de la guerra.

## Instal·lat en
- Blohm & Voss BV 141
- Blohm & Voss BV 144
- Dornier Do 217
- Focke-Wulf Fw 190
- Focke-Wulf Fw 191
- Heinkel He 277
- Junkers Ju 88
- Junkers Ju 188

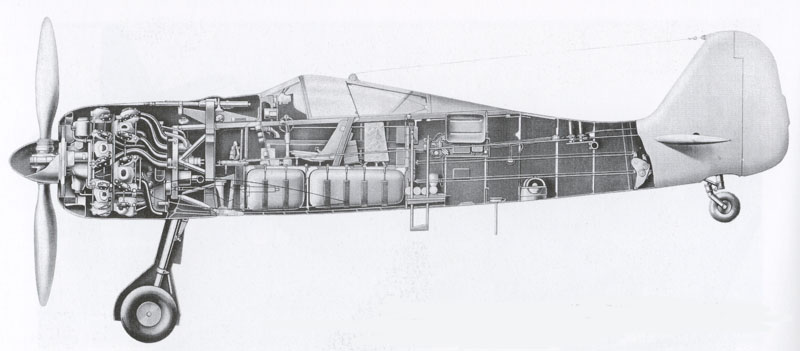
Secció longitudinal d'un Focke-Wulf Fw 190A amb la posició del motor BMW 801

- Junkers Ju 288 (Com a solució temporal en espera del motor Jumo 222)
- Junkers Ju 290
- Junkers Ju 388
- Junkers Ju 390
- Messerschmitt Me 264 (com a substitut del Jumo 211)

## Dades tècniques BMW 801 C[5]
Tipus: Motor radial refrigerat per aire de 14 pistons en dues files.
Carrera: 156 mm
Cilindrada: 41,8 litres 
Llargada: 2.006 mm
Diàmetre: 1.290 mm 
Pes sec: 1.012 kg (2.231 lb)